# Sončev mrk
Sónčev mŕk nastane, kadar se Sonce, Luna in Zemlja navidezno poravnajo na premico, 
Luna pa je med Zemljo in Soncem. Gledano z Zemlje je Luna pred Soncem in tako zastira svetlobo s Sonca. Pojavi se lahko le ob mlaju ali prazni luni.
Sončevi mrki so eni izmed najbolj spektakularnih nebesnih pojavov. Vsako leto je z Zemlje vidnih od dva do celo pet sončevih mrkov, ki so v večini vidni iz neposeljenih območij. Vsak mrk je povezan tudi z Luninim mrkom, ki se zgodi nekaj mesecev (tudi tednov) prej ali pa kasneje.
Del Zemljine površine zaide v senco, kadar Luna Sončevi svetlobi zapre pot do Zemlje. Okoli 25-30 odstotkov mrkov je popolnih; takrat Luna za opazovalce na ožjem območju, imenovanem območje popolnega mrka, za nekaj minut popolnoma zastre Sonce. Nastane tema, pojavijo se zvezde in nebo izgleda kot ponoči. Med kratkimi trenutki popolnega mrka lahko opazujemo Sončevo korono: njegovo redko, zelo segreto zunanjo atmosfero.
Poleg tega območja je širše območje, na katerem opazovalci vidijo le delno zakrit Sončev obris. Okoli 35 odstotkov mrkov je samo delnih. 
Mrki pa so lahko tudi kolobarjasti oz. obročasti, pojavijo se takrat, kadar je Luna tako daleč od Zemlje, da ne prekrije vsega Sonca. Ob vrhuncu takega mrka je temna Lunina obla obdana z ozkim obročem svetlobe.
Izjema pa je hibridni Sončev mrk, tu gre za popolni in kolobarjasti Sončev mrk hkrati. Z dela Zemlje namreč lahko opazujemo popolni, z drugega dela pa kolobarjasti Sončev mrk.
Popolni mrki se pojavijo povprečno na vsakih 18 mesecev. Leta 2011 smo videli 4 delne Sončeve mrke.

## Vrste
Poznamo štiri vrste sončevega mrka:
- Popolni mrk se zgodi, ko temna silhueta Lune popolnoma prekrije ekstremno svetlo Sonce, kar omogoči prikaz veliko šibkejši koroni. Med katerimkoli mrkom se popolnost v najboljšem primeru zgodi le na ozkem delu površja Zemlje.[1] Ta ozek pas se imenuje pot popolnosti.[2]
- Kolobarjasti mrk se zgodi, ko sta Sonce in Luna v isti črti z Zemljo, toda je navidezna velikost Lune manjša kot od Sonca. Torej se Sonce pojavi kot zelo svetel prstan ali kolobar, ki obkroža temni Lunin disk.[3]
- Hibridni mrk (imenovan tudi kolobarjasti/popolni mrk) je mešanica popolnega in kolobarjastega mrka. Na nekaterih področjih Zemlje se ga vidi kot popolni mrk, na drugih pa kot kolobarjasti. Hibridni mrki so dokaj redki.[3]
- Delni mrk nastane, ko Sonce in Luna nista natančno v isti črti z Zemljo in je Sonce le delno zakrito z Luno. Ta dogodek se lahko po navadi opazuje z zelo širokega področja Zemlje zunaj kolobarjastega ali popolnega mrka. Toda nekateri mrki se lahko vidijo le kot delni mrk, saj senca prečka nad ali pod Zemljinimi polarnimi območji in torej nikoli ne seka Zemljine površine.[3] Delnih mrkov se po navadi glede na Sončevo svetlost ne zazna, saj rabi Luna zakriti več kot 90 %, da bi vsaj zaznali kakšno temnenje. Še pri 99 % ne bi bila okolica temnejša nič več kot meščanski mrak.[4] Seveda se lahko delni mrki (in delne faze ostalih mrkov) lahko opazujejo le skozi očala za opazovanja Sonca ali skozi sončev filter (ki se mora natakniti na teleskop zaradi varnosti).

Sončeva oddaljenost od Zemlje je približno 400-krat večja od Lunine ter Sončev premer je okoli 400-krat večji od Luninega. Ker sta te dve razmerji približno enaki, izgledata Sonce in Luna z Zemlje približno enake velikosti: okoli 0,5 kotnih stopinj v kotnih enotah.
Obstaja tudi posebna kategorija sončevih mrkov, ko je Sonce zakrito z drugim telesom, kot je Luna in se lahko opazuje le stran od Zemljine površine. Tako je recimo posadka Apolla 12 opazovala Zemljin mrk Sonca leta 1969 in sonda Cassinini Saturnov mrk leta 2006.
Lunina tirnica okoli Zemlje je rahlo eliptična, kakor je tudi Zemljina okoli Sonca. Navidezni velikosti Sonca in Lune se torej spreminjata. Magnituda mrka je razmerje med navidezno velikostjo Lune in Sonca med mrkom. Popolni mrk se zgodi, ko je Luna blizu najbližje razdalje od Zemlje (t.i. blizu perigeja), saj bo tako Luna dovolj velika, da popolnoma zakrije Sončev svetli disk ali fotosfero; popolni mrk ima magnitudo večjo ali enako kot 1,000. Obratno, ko je Luna blizu najdaljše razdalje od Zemlje (t.i. blizu apogeja), se lahko vidi kolobarjast mrk, saj se bo Luna pojavila rahlo manjša kot Sonce; magnituda kolobarjastega mrka je manj kot 1.
Hibridni mrk se zgodi, ko se magnituda mrka med dogodkom samim spremeni med mrkom iz manj v več, tako da se pojavi popolni mrk blizu sredine poti mrka, kolobarjasti pa blizu koncev. To se zgodi zaradi ukrivljenosti Zemlje, saj sta polarni območji rahlo dlje od Lune. Poti teh mrkov so po navadi zelo ozke in kratke na katerikoli točki, za razliko od daljših popolnih mrkov; 20. aprila 2023 je hibridni mrk trajal preko ene minute na različnih točkah popolnosti. Kot pri gorišču, sta širina in dolžina popolnosti in kolobarnosti blizu nič na točkah, kjer se zgodi sprememba med obema dogodkoma.
Ker je Zemljina tirnica okoli Sonca tudi eliptična, se spreminja tudi Zemljina oddaljenost od Sonca. To spremeni navidezno velikost Sonca, toda manj kot pri Luni. Ko se Zemlja približuje svoji največji oddaljenosti od Sonca v zgodnjem juliju, je popolni mrk rahlo bolj verjeten, toda ko se Zemlja v zgodnjem januarju bliža svoji najbližji oddaljenosti od Sonca, je večja verjetnost kolobarjastega mrka.

### Terminologija za središčni mrk
Središčni mrk se pogosto uporablja za popolni, kolobarjasti ali hibridni mrk. A to pogosto ni popolnoma pravilno: središčni mrk je takrat, ko se središčni del sence seka z Zemljinim površjem. Možno pa je, četudi izjemno redko, da del sence pade na Zemljo (ter povzroči popolni ali kolobarjasti mrk), ne pa tudi sredina. Tak mrk se imenuje ne-središčni mrk. Gama je merilo za to, kako središčen je mrk. Zadnji ne-središčni sončev mrk je bil 29. aprila 2014. To je bil kolobarjasti mrk. Naslednji ne-središčni mrk se bo zgodil 9. aprila 2043.
Faze, ki jih lahko opazujemo med popolnim mrkom se imenujejo:
- Prvi stik—ko se Lunin rob tangentno dotika Sončevega roba.
- Drugi stik—se začne z bailyjevimi biseri (ki jih povzroči svetloba, ki sije skozi doline na Lunini površini) in diamantnim prstanom. Pokrit je skoraj cel disk.
- Popolnost—Luna pokrije cel sončev disk. Vidna je le sončeva korona.
- Tretji stik—ko postane vidna prva svetla svetloba in se Lunina senca umika stran od opazovalca. Ponovno se lahko vidi diamantni prstan.
- Četrti stik—ko se zadnji del Lune dotakne roba Sonca in se konča rob.

Mrki se zgodijo le v obdobju mrkov, ko je Sonce blizu dvižnemu ali padnemu Luninemu vozlu. Vsak mrk je od drugega oddaljen eno, pet ali šest lunacij (sinodskih mesecev), sredine teh obdobij pa so med seboj oddaljene 173,3 dni, kar je srednji čas Sonca, da prepotuje od enega vozla k drugemu. Perioda je rahlo manj od polovice koledarskega leta, saj se lunini vozli rahlo premikajo. Ker 223 sinodskih mesecev ni enakih 239 anomalističnim mesecem ali 242 drakonskim mesecem, se saroški cikli ne ponavljajo za vedno. Vsak cikel se začne s prehodom Lunine sence blizu severnega ali južnega pola, sledeči dogodki pa drsijo proti drugemu polu, dokler Lunina senca ne gre mimo Zemlje in se tako saros konča. Sarosi so oštevilčeni; trenutno je aktivnih 117 do 156 ciklov.
| Sončevi mrki |           |           |           |           |           |           |           |           |
| 1997–2000    | 2000–2003 | 2004–2007 | 2008–2011 | 2011–2014 | 2015–2018 | 2018–2021 | 2022–2025 | 2026–2029 |

## Varnost
Za opazovanje Sonca in mrka veljajo posebni zaščitni ukrepi za oči, saj že kratkotrajni pogled v Sonce povzroči nepopravljivo poškodbo vida. Za opazovanje Sonca uporabljamo posebna očala iz folije mylar ali temna varilska stekla z gostoto 12 ali več. V nobenem primeru pa ne smemo uporabiti improviziranih filtrov, saj ti ne nudijo primerne zaščite pred infrardečo svetlobo. V Sonce ne smemo gledati skozi optične naprave (fotoaparat, daljnogled, ...), saj nam svetloba v hipu uniči očesno mrežnico.
Če nimamo očal, je za opazovanje Sončevega mrka primeren tudi kos papirja skozi katerega naredimo majhno odprtino in, ko površino papirja izpostavimo sončnim žarkom, lahko na senci, ki jo ustvari papir, brez škode za naše oči opazujemo svetlo piko, ki je ravno takšne oblike kot je trenutno Sonce preko katerega potuje Luna.

## Nejasnosti in zanimivosti
Zakaj se Sončev mrk ne pojavi vsakič ko je mlaj? -Ker je tir Lune nagnjen glede na Zemljino orbito, tako se položaj Lune večinoma ne ujame v točno premico.
Zmotno je imenovanje sončni mrk; pravilno je sončev mrk, kot pravimo lunin mrk in ne lunski mrk. Pridevnik je namreč svojilni in ne vrstni. (Četudi Pravopis 2001 in SSKJ2 svetujeta, da uporabimo različici sončni in lunin mrk, saj "s tem nakazuje, da govorimo o vrsti nebesnega pojava, ne o »enkratnem izginotju« zvezde z imenom Sonce, ki jo pišemo z malo začetnico, kadar ne govorimo o nebesnem telesu, temveč o delu nas obdajajoče stvarnosti".)
Prvi zapis o Sončevem mrku sega v leto 2137 pr. n. št., v čas stare Kitajske kulture. Kmalu so tamkajšnji astronomi že pravilno napovedovali Sončeve mrke.
V času starih južnoameriških kultur je bil Sončev mrk posebno pomemben, saj si ljudstva kot so Maji in Azteki pojava niso znali razlagati. Predstavljal je smrt boga sonca.
Naslednji popolni Sončev mrk bo na ozemlju Slovenije viden 3. septembra 2081, ko bo v temi tudi srednja Evropa ter del Bližnjega vzhoda.